# 鶴岡市立藤沢周平記念館
鶴岡市立藤沢周平記念館（つるおかしりつ ふじさわしゅうへいきねんかん）は、山形県鶴岡市にある、同地出身の作家藤沢周平を記念した市立の文学館。鶴岡公園内（鶴ヶ岡城址）に位置し、2010年4月29日に開館した。

## 概要
2005年、6市町村が合併し東北最大の区域面積を擁することとなった鶴岡市が、藤沢文学と庄内の文化を全国へ向け発信したいとの企図から総工費は8億8千万円を投じ記念館を建設した。なお財源は合併特例債と交付金を活用したため、市の負担は3割程度で済んだ。記念館の設計は高谷時彦が手掛け、施工は笠原建設工業・中澤工務店特定建設工事共同企業体が担った。
記念館は、自筆原稿・創作メモなど、藤沢作品や人物に関する資料の収集・保存・展示を行っており、遠藤展子ら遺族が協力の下、約3800点の資料が収蔵された。また東京練馬に所在した藤沢邸から記念館に庭木を移植したほか、同邸の屋根瓦や塀の石を記念館庭に敷きこんだ。さらに館内には書斎が移築・再現されている。これ以外にも、藤沢作品の原風景とされる鶴岡や庄内地方の歴史や文化に関する情報・郷土資料なども展示されている。加えて随時、作品の朗読会や講演会などのイベントも催されている。
開館から1年を経過した2011年5月7日には、来館者が早々に10万人を突破し、市の想定を大幅に上回ったと報じられた。

## 周辺情報
- 鶴岡公園
  - 致道館
  - 致道博物館